# Patrick Braunhofer
Patrick Braunhofer (Cavalese, 19 aprile 1998) è un biatleta italiano.

## Biografia
Braunhofer, originario della val Ridanna e attivo dalla stagione 2015-2016, ha esordito in Coppa del Mondo il 17 gennaio 2019 a Ruhpolding in sprint (87º) e ai successivi Mondiali juniores di Osrblie 2019 ha vinto la medaglia di bronzo nella staffetta; ai Mondiali di Oberhof 2023, sua prima presenza iridata, si è classificato 50º nella sprint e 46º nell'inseguimento e a quelli di Nové Město na Moravě 2024 si è piazzato 52º nella sprint e 48º nell'inseguimento. L'8 marzo 2024 ha conquistato a Soldier Hollow in staffetta il primo podio in Coppa del Mondo (2º); nel 2025 è divenuto il primo italiano della storia a conquistare una medaglia d'oro ai campionati europei di biathlon. Non ha preso parte a rassegne olimpiche.

## Palmarès

### Mondiali juniores
- 1 medaglia:
  - 1 bronzo (staffetta a Osrblie 2019)

### Europei
- 1 medaglia
  - 1 oro (inseguimento a Val Martello 2025)

### Coppa del Mondo
- Miglior piazzamento in classifica generale: 49º nel 2024
- 1 podio (a squadre):
  - 1 secondo posto